# Guillermo Calles
Guillermo Calles (Chihuahua, 25 de junio de 1893-Ciudad de México, 28 de febrero de 1958) fue un actor, productor y director de cine mexicano.

## Filmografía selecta
- A Mexican Tragedy (1913) (muda, EE. UU.)
- De Raza Azteca (1921) (muda, México)
- Behind Two Guns (1924) (muda, EE. UU.)
- El Indio Yaqui (1927) (muda, México)
- Raza de Bronce (1927) (muda, México)
- Sol de gloria (1928) (muda, México)
- Dios y Ley (1929) (sonora, México-EE. UU.)
- El Charro (1930) (sonora, México-EE. UU.)
- Regeneración (1930) (sonora, México-EE. UU.)
- Pro-Patria (1932) (documental sonoro, México-EE. UU.)
- Tribu (1935)
- El Tesoro de Pancho Villa (1935)
- María Elena (1936)
- ¡Así es mi tierra! (1937)
- A la orilla de un palmar (1937)
- Almas rebeldes (1937)
- Los de abajo (1940)
- Konga Roja (1943)
- Balajú (1944)
- Rosalinda (1945)
- Enamorada (1946)
- La perla (1946)
- Pito Pérez se va de bracero (1948)
- Los tres huastecos (1948)
- La mujer que yo perdí (1949)
- Lola Casanova (1949)
- El mago (1949)
- Del odio nace el amor (1950)
- La negra Angustias (1950)
- ¡Mátenme porque me muero! (1951)
- Una viuda sin sostén (1951)
- Todos son mis hijos (1951)
- Dos caras tiene el destino (1952)
- Ahí viene Martín Corona (1952)
- El rebozo de Soledad (1952)
- El río y la muerte (1954)
- Huida hacia el sol (1956)
- Una cita de amor (1958)
- La rebelión de la sierra (1958)
- El misterio del látigo negro (1958)
- Yo... el aventurero (1959)
- Captain David Grief (1959) (serie de televisión de EE. UU.)